# Korea
| Koreanische Wiedervereinigungsflagge                   |                                                                         |
| Die Lage Koreas auf einem Globus                       |                                                                         |
| Sprache                                                | Koreanisch                                                              |
| Unabhängige Staaten                                    | Demokratische Volksrepublik Korea (Nordkorea) Republik Korea (Südkorea) |
| Staatsoberhäupter                                      | Kim Jong-un Lee Jae-myung                                               |
| Fläche – Gesamt – % Wasser                             | 219.155 km² 2,8                                                         |
| Bevölkerung – Gesamt – Dichte                          | ca. 77.000.000 (2017) 349 Einwohner je km²                              |
| Größte Stadt                                           | Seoul (Südkorea)                                                        |
| Währung                                                | Nordkoreanischer Won Südkoreanischer Won                                |
| Zeitzone                                               | UTC +9 (KST)                                                            |
| Das heute in _ Nordkorea und _ Südkorea geteilte Korea |                                                                         |

Korea ist ein geteiltes Land in Ostasien, das überwiegend auf der Koreanischen Halbinsel liegt, im Westen vom Gelben Meer, im Osten vom Ostmeer begrenzt. Im Norden trennen die Grenzflüsse Amnok und Duman Korea im Nordosten von Russland und im Nordwesten von China. Im Süden trennt die Koreastraße Korea von Japan. Auch zahlreiche der Halbinsel vorgelagerte Inseln gehören zu Korea.
Korea ist seit 1948 in die Demokratische Volksrepublik Korea (Nordkorea) und die Republik Korea (Südkorea) aufgeteilt. Eine Wiedervereinigung Koreas wird von beiden Seiten angestrebt. Trotz der stark überwachten Grenze zwischen Nordkorea und Südkorea verbinden eine gemeinsame Geschichte, die koreanische Sprache und kulturelle Traditionen die beiden Landesteile.

## Bezeichnungen

### Namen im Koreanischen
In den beiden koreanischen Staaten werden jeweils zwei unterschiedliche Bezeichnungen für Korea verwendet.
In Südkorea heißt das Land Hanguk (한국, 韓國), was schlichtweg „Land der Koreaner“ bedeutet. Han (한, 韓) ist ein altes einheimisches Ethnonym des koreanischen Volkes, es wurde erstmals im 2. Jahrhundert in Schriften erwähnt. Möglicherweise ist Han mit dem mongolischen Herrschertitel Khan verwandt.
Han ist in Samhan (삼한, 三韓; „Drei Han“) enthalten, was sich meist auf die Zeit der Drei Reiche Koreas bezieht. Der Name wurde für das im Jahr 1897 gegründete Daehan Jeguk (Kaiserreich Korea) wieder aufgegriffen.
In Südkorea wird Korea umgangssprachlich oft Uri-nara (우리나라) genannt, was wörtlich „unser Land“ oder „unsere Nation“ bedeutet.
In Nordkorea wird bis heute der alte Name Chosŏn (조선, 朝鮮) verwendet. Chosŏn ist der Name des ersten koreanischen Königreichs Go-Joseon („Alt-Joseon“) und des späteren Königreichs Joseon (1392–1897).
Für zwischenkoreanische Angelegenheiten wird in Nordkorea auf den neutralen Begriff Gyeore (겨레) zurückgegriffen, das in etwa „Volksgemeinschaft“ bedeutet.

### Namen in anderen Sprachen
Korea wird in europäischen Überlieferungen erstmals im 7. Jahrhundert in den byzantinischen Chroniken von Theophylaktos Simokates als Mucri erwähnt. Vermutlich handelt es sich um eine Transkription von Maek, einem der ursprünglichen Mitglieder des frühkoreanischen Yemaek-Volkes.
Kontakt zwischen Korea und der arabischen Welt wurde Mitte des 9. Jahrhunderts aufgenommen. In arabischen Schriften wird Korea erstmals vom iranischen Geographen Ibn Chordadhbeh in seinem Werk Kitab al-Masalik wa-l-Mamalik (= Buch der Wege und Länder) als al-Sīlā erwähnt, was auf das damalige Königreich Silla zurückzuführen ist.
In chinesischen und japanischen Überlieferungen waren häufig veraltete Namen für Korea gebräuchlich. Die Transkription für Goguryeo wurde bis ins 12. Jahrhundert verwendet, während Goryeo weit in die Joseon-Zeit hinein genutzt wurde.
Marco Polo nannte die Halbinsel während seiner Reisen im späten 13. Jahrhundert Cauly. Dies beruht auf der mittelchinesischen Aussprache des Namens des koreanischen Königreichs Goryeo.
Abgeleitet von Goryeo tauchen in europäischen Aufzeichnungen bis ins 20. Jahrhundert hinein die beiden Schreibweisen Corea und Korea auf. Im englischen und deutschen Sprachraum setzte sich schließlich die Schreibweise Korea, in romanischen Sprachen die Schreibung mit C durch.

## Geschichte

### Antike
Die ersten archäologisch belegbaren koreanischen Reiche und Staatentümer tauchten im 7. Jahrhundert v. Chr. auf. Als erster Zentralstaat gilt das im Nordwesten Koreas gelegene Go-Joseon, dessen mythologische Gründung auf das Jahr 2333 v. Chr. zurückgeführt wird, während spätere Schätzungen von Historikern es auf das 10. bis 3. Jahrhundert v. Chr. datieren. Im Süden befand sich ab dem 3. Jahrhundert v. Chr. der Stadtstaatenverbund Jin-guk, das nach seiner Auflösung von den Staatenbünden Jinhan, Mahan und Byeonhan abgelöst wurde, die kollektiv als Samhan bezeichnet werden.
Im Jahr 108 v. Chr. wurde Go-Joseon von der expansionistischen Han-Dynastie Chinas zerstört, die vier Militärkommandanturen errichtete. Über die nächsten Jahrhunderte hinweg fielen diese an einheimische Stammeskönigreiche, wie das 37 v. Chr. gegründete Goguryeo.
Baekje wurde 18 v. Chr. von zwei Söhnen des ersten Herrschers von Goguryeo in der Nähe des heutigen Seouls gegründet und war anfangs Teil der Mahan-Konföderation, bevor es bis zum 4. Jahrhundert die anderen Stämme übernahm.
Silla entwickelte sich aus mehreren Stämmen, die sich in der Region des heutigen Gyeongju zu Saro vereinten und später die Mehrheit der Jinhan-Stämme absorbierten. Ein prägendes Merkmal von Silla war der Hwarang-Orden, bestehend aus Adligen, die sowohl als Elitekrieger im Militärdienst dienten als auch als Politiker, Künstler, Dichter und Gelehrte fungierten und ausschließlich ihrem König oder ihrer Königin lebenslange Loyalität schworen. Anfangs herrschten Könige, die zugleich das religiöse Oberhaupt waren, während die Schwester des Königs für gewöhnlich die Hohepriesterin gewesen ist. Der Herrschertitel Chachaung "Schamane" aus dem 1. Jahrhundert ist eventuell mit dem heutigen Seuseung verwandt, was "Mentor" bzw. "Lehrer" bedeutet. Die einheimische Volksreligion war während ihrer gesamten Existenz von großer Bedeutung. Der Buddhismus erreichte Silla erst Jahrhunderte nach seiner Einführung in die benachbarten Königreiche Baekje und Goguryeo.
Nachdem Goguryeo das spärlich überlieferte Königreich Nakrang eroberte, welches auf dem Territorium des ehemaligen Go-Joseon lag, galt es bis ins 7. Jahrhundert als die führende Regionalmacht auf der koreanischen Halbinsel. Zur gleichen Zeit existierten im Nordosten und Osten Koreas die Stammesverbände Okjeo und Dongye, die im 5. Jahrhundert von Goguryeo erobert wurden.
Der Buddhismus wurde im 4. Jahrhundert eingeführt und verband sich mit der einheimischen Naturreligion und dem Animismus der koreanischen Volksreligion zum koreanischen Buddhismus. Diese koreanisch beeinflusste Variante des Mahayana-Buddhismus wurde aus Baekje während der Kofun-Zeit nach Japan eingeführt.
Goguryeo führte Kriege mit Yan und Wei in Nordchina. Im 4. Jahrhundert unterwarf es die proto-tungusischen Sushen und im 5. Jahrhundert wurden die zwei anderen koreanischen Reiche Baekje und Silla zu Vasallen. Damit kam eine lose Einigung der koreanischen Halbinsel zustande. Im 5. Jahrhundert wurde der Name Goguryeo formell in Goryeo geändert, wovon der Name Korea später seinen etymologischen Ursprung nahm.
Die aus der frühen Zeit der Drei Reiche hervorgegangenen Königreiche Silla, Goguryeo und Baekje waren abwechselnd in Konflikte verwickelt und bildeten Militärbündnisse gegen die jeweils vorherrschende Macht. So verbündeten sich Silla und Baekje gegen die Übermacht Goguryeos im 5. Jahrhundert, jedoch schlossen nach der Eroberung von Zentralwestkorea durch Silla, Baekje und Goguryeo wiederum ein Bündnis.
Das 6. und 7. Jahrhundert waren von Konflikten mit den chinesischen Sui- und Tang-Dynastien geprägt. Die Sui-Dynastie unternahm vier erfolglose Invasionen, von denen die letzte wesentlich zu ihrem Untergang beitrug. Ihr Nachfolger, die Tang-Dynastie, unternahm drei, von denen nur die letzte erfolgreich war und den Untergang von Goguryeo einleitete, das auch infolge innerer politische Zerwürfnisse zerfiel. Der Beitrag des einheimischen Königreiches Silla im Südosten Koreas wird oft als entscheidender Faktor angesehen.
Die folgende Periode wird als Vereinigte Silla-Periode bezeichnet und dauerte von 676 bis 935. Silla gilt als der erste „wahre“ Vereiniger Koreas, zerfiel jedoch aufgrund innerer Unruhen und wurde 935 nach einem 50-jährigen Bürgerkrieg zwischen dem späteren Goguryeo (Goryeo), dem späteren Baekje und dem Vereinigten Silla durch Goryeo vereinnahmt. Die Sprache Sillas wird als direkter Vorgänger der heutigen koreanischen Sprache gesehen und ist unter dem Namen Altkoreanisch bekannt.

### Goryeo-Zeit
Die Goryeo-Ära hielt von 935 bis 1398 an. Goryeo wehrte erfolgreich drei Invasionen durch die Kitan Liao-Dynastie in Nordchina ab, blieb aber in den politischen Affären Ostasiens größtenteils neutral. Es hielt politische und kulturelle Beziehungen sowohl zu den nördlichen (Liao, Jin) als auch zu der südlichen Dynastie der Song aufrecht. Das 11. und 12. Jahrhundert gelten als die Blütezeit Goryeos, die durch Konflikte mit Stämmen der Jurchen am Tumen Fluss abrupt beendet wurde. Im Jahr 1170 übernahm in Goryeo ein Militärregime die Macht, das dem Kamakura-Shogunat in Japan ähnelte und zur gleichen Zeit bestand.

### Einfälle der Mongolen und das Ende der Goryeo-Dynastie
Der Mongolensturm war ein großer Einschnitt in der Weltgeschichte, auch in der Geschichte Koreas. Der 37 Jahre dauernde Abwehrkampf gegen 9 Invasionen forderte einen hohen Tribut von Goryeo, bis die Militärdiktatur schließlich gestürzt und ein Frieden ausgehandelt wurde. Der machte aus Goryeo einen Vasallen des mongolisch-chinesischen Yuan-Reiches. Während der Mongoleninvasionen wurde das Tripitaka Koreana vollendet, obwohl es zuvor von den Invasoren zerstört worden war. 1356 endete der mongolische Einfluss in Korea, nachdem sämtliche mongolische Garnisonen südlich des Amnok verjagt worden waren.
Nach einem politischen Kampf zwischen Loyalisten der Goryeo-Monarchie und Revolutionären unter Yi Seong-gye wurde 1398 die vorherige Herrscherfamilie gestürzt und durch die Yi-Dynastie ersetzt. Goryeo wurde in Joseon umbenannt und neokonfuzianistische Schulen gewannen immer mehr an Einfluss gegenüber der traditionell dominanten Form des Buddhismus in Korea. Unter der Herrschaft von König Sejong wurde 1443 die phonetische koreanische Schrift Hangul erschaffen.

### Joseon-Dynastie
Als aufgeklärter Herrscher förderte Sejong die Wissenschaften und Künste, was zu bedeutenden Fortschritten in der Astronomie, Bildung, im Militärwesen und in der Landwirtschaft führte. Seine Initiativen zielten durch Projekte für die Unterstützung der Landwirtschaft, Wissenschaft, Technologie, Medizin, Musik und des Rechtswesens darauf ab, die Nationalstaatlichkeit zu stärken. Die Schaffung des Hunminjeongeum, auch bekannt als Hangul, ist das bekannteste seiner Errungenschaften und diente vor allem der Standardisierung der Niederschreibung der koreanischen Sprache.
Ab dem 10. Regierungsjahr widmete er sich der Kompilierung von Werken in den Bereichen Recht, Geschichte, Konfuzianismus, Literatur, Sprache, Astronomie, Geografie und Medizin und es wurden landwirtschaftliche und medizinische Handbücher erstellt und an die Bevölkerung herausgegeben. Während seiner Herrschaft wurde das königliche Observatorium (간의대) erweitert und im August des 23. Herrschaftsjahres wurde ein Niederschlagsmessgerät (측우기) erfunden um dem größtenteils landwirtschaftlich geprägtem Land durch die Messung des Niederschlagsmenge und der Vorhersage von Regenperioden zu helfen.
Im 12. Regierungsjahr wurde nach der Befragung von etwa 170.000 Menschen beschlossen, das Steuersystem zu überarbeiten. Im Jahr 1436, dem 18. Regierungsjahr Sejongs, wurde ein Gremium (공법상정소) eingerichtet, das für rechtliche Angelegenheiten zuständig war. Landwirtschaftlich genutztes Land wurde in sechs Qualitätsklassen eingeteilt, basierend auf der Bodenqualität, den Anbausorten und der Größe der Flächen, anstelle der Dauer der Brachzeiten. Das Gesetz wurde im 26. Regierungsjahr fertiggestellt. Es basierte auf den koreanischen Landvermessungsmethoden (결부법).
Zu Beginn seiner Regierungszeit war der Buddhismus, wie schon unter Taejongs Herrschaft, dem Konfuzianismus gegenüber benachteiligt. Es gab Bestrebungen, den Buddhismus aus dem öffentlichen Leben zu verdrängen und die Säkularisierung der Gesellschaft voranzutreiben. Seine Einstellung änderte sich jedoch nach dem Tod seiner Frau sowie seines Vaters.
Das 15. und 16. Jahrhundert waren von Hofintrigen und verschiedenen politischen Fraktionen geprägt. Nach der Thronbesteigung durch Sejo im Januar 1455 dominierte, die in der heutigen Geschichtsschreibung als Hungu bekannte Fraktion die Hofpolitik, geriet jedoch in Konflikt mit den oppositionellen Sarim-pa. Beide Fraktionen entstammten den philosophischen Schulen des Neokonfuzianismus der Goryeo-Zeit, drifteten aber nach der Machtübernahme durch Joseon aufgrund von Unstimmigkeiten auseinander. Die Hungu beschreiben traditionell etablierte, politisch pragmatische Bürokraten und Gelehrte, die aufgrund ihrer Leistungen an die Öffentlichkeit mit Ämtern betraut wurden und oft mit Seniorität assoziiert sind. Hungu ist eine Abkürzung von Wonhun-gushin (원훈구신), was „Ein älterer Beamter, der bereits viele wichtige Verdienste geleistet hat und mit dem öffentlichen Vertrauen anvertraut wird“ bedeutet.
Die Sarim-Fraktion war eine Gruppe von Literaten, die sich während der Joseon-Dynastie in die Berge und Wälder zurückzogen und sich den konfuzianischen Lehren widmeten. Sie betrat die politische Szene während der Herrschaft Seongjeongs und geriet in Auseinandersetzungen mit dem Hungu Establishment und waren Ziel politischer Säuberungen während der Herrschaft Yeonsanguns Mitte des 16. Jahrhunderts. Sie besuchten ländlichen Gegenden und gründeten private Bildungseinrichtungen, die als Seowon (서원) bekannt sind.
Die Sarim kritisierten häufig die Hungu wegen Korruption und politischer Machtkonzentration, wodurch sie zunehmend an Bedeutung gewannen und sich schließlich zu Beginn von Seonjos Regierungszeit als neue dominante Kraft etablierten. Im späten 16. Jahrhundert spalteten sich die Sarim in zwei Fraktionen, die Noron ('Alte Schule') und die Soron ('Neue Schule'), die auch als Ost- und Westfraktion bekannt waren. Nachdem die Soron die politische Vorherrschaft von den Noron übernommen hatten, spalteten sie sich wiederum in die West- und Südfraktion.
Während des 16. Jahrhunderts wurde das Heer aufgrund fehlender militärischer Konflikte stark vernachlässigt. Von 1409 bis 1592 war Joseon durchgehend in Frieden.
Zwischen 1592 und 1598 fiel das von Toyotomi Hideyoshi vereinigte Japan in Korea ein. Joseon konnte sich schließlich siegreich behaupten, aber die Zerstörungen dieses Krieges blieben bis in das nächste Jahrhundert spürbar. Der Krieg hatte eine Remilitarisierung zufolge in der das Heer reformiert, mit modernen Handfeuerwaffen ausgestattet und auf 250.000 Mann erweitert wurde.
Im Jahr 1627 unterstützte Joseon die Ming-Dynastie als Gegenleistung für militärische Hilfe gegen Japan und wurde daraufhin von den vereinigten südlichen Jurchen-Stämmen, den Mandschu, überfallen. Im Jahr 1636 griffen die Mandschu erneut an, woraufhin Joseon tributpflichtig gegenüber dem neuen Qing-Reich Chinas wurde.
Infolge der negativen Erfahrungen des vorherigen Jahrhunderts mit anderen Ländern schottete sich Joseon ab dem 18. Jahrhundert nun vollständig vom Rest der Welt ab. Die Wirtschaft als auch die gesellschaftliche Situation fingen an zu stagnieren.
Im späten 19. Jahrhundert geriet das Land unter Druck durch japanisches und russisches Hegemonialbestreben in Asien. Von 1897 bis 1910 existierte das kurzlebige Kaiserreich Korea. 1905 wurde es zu einem Protektorat des Japanischen Kaiserreichs, 1910 vollständig annektiert.

### Japanische Besatzung
Die japanische Besatzungsmacht zielte auf die langfristige Auslöschung der koreanischen Sprache, der Kultur und Geschichte Koreas aus. Motiviert waren sie durch religiöse Hypothesen und Rassentheorien, die die Existenz von Koreanern separat von Japanern als solches leugneten. Zugleich wurde Korea auch auf die Integration als japanisches Territorium vorbereitet, ähnlich wie es bereits mit der im 19. Jahrhundert eroberten Regionen Hokkaidō und Ryūkyū passierte. Die Besatzung hinterließ schwerwiegende Folgen, unter anderem die Verhinderung der wirtschaftlichen und gesellschaftlichen Modernisierung, die Zerstörung von historischen Bauwerken, die Vernichtung von 200.000 historischen Dokumenten, die Verschleppung von hunderttausenden Zwangsarbeitern, die Verbreitung von kolonialen Narrativen über Koreaner, die wirtschaftliche Ausbeutung als landwirtschaftliches Hinterland und letztendlich auch die Spaltung des Landes nach einer Besetzung durch die Alliierten, eine direkte Konsequenz der japanischen Beteiligung im Zweiten Weltkrieg.
Die Beziehungen zwischen Korea und Japan sind aufgrund dieser Epoche bis heute noch belastet.

### Teilung Koreas
Nachdem die Verhandlungen zwischen den beiden Supermächten über ein vereinigtes Korea bis 1947 ergebnislos verlaufen waren, brachten die USA die Koreafrage vor die Vereinten Nationen. Am 14. November 1947 erreichten die USA eine UN-Resolution, die freie Wahlen, den Abzug aller ausländischen Truppen und die Schaffung einer UN-Kommission (UNTCOK: UN Temporary Commission on Korea) für Korea vorsah. Die USA zogen ihre im Süden Koreas stationierten Truppen zurück, so wie auch die UdSSR ihre Armee bis Ende 1948 vertragsgemäß aus Nordkorea abzog.
Am 10. Mai 1948 fanden im Süden Wahlen statt, die Rhee Syng-man gewann. Allerdings wurden die Wahlen von den linken Parteien boykottiert. Am 13. August 1948 übernahm Rhee Syng-man offiziell die Regierungsgeschäfte von der US-amerikanischen Militärregierung. Der sowjetisch kontrollierte Norden beantwortete dies mit der Gründung der Demokratischen Volksrepublik Korea am 9. September 1948, deren erster Präsident Kim Il-sung wurde. Beide Regierungen sahen sich als rechtmäßige Regierung über ganz Korea an und erklärten darüber hinaus, diesen Anspruch auch militärisch durchsetzen zu wollen. Ermutigt durch eine Äußerung des US-Außenministers Dean Acheson, die dahingehend interpretiert werden konnte, dass die USA nicht um Korea kämpfen würden, griff Nordkorea den Süden am 25. Juni 1950 an. So kam es zum Koreakrieg.

## Sprache und Schrift

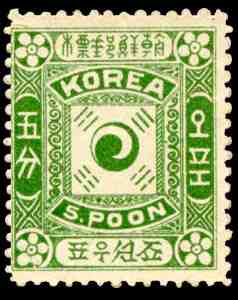
Koreanische Briefmarke von 1895. Koreanische Aufschrift: Joseon upyo

Die koreanische Sprache wird weltweit von etwa 78 Millionen Menschen gesprochen. Sie gehört zur Koreanischen Sprachfamilie, wird jedoch fälschlicherweise auch als isolierte Sprache klassifiziert.
Auf Veranlassung von König Sejong wurde im Jahr 1446 das Hangeul-Alphabet geschaffen, um dem Volk ein zur koreanischen Sprache passendes und leicht erlernbares Schriftsystem zur Verfügung zu stellen. Aus einer operativen Sichtweise betrachtet handelt es sich zwar um eine Buchstabenschrift, da die Konsonanten und Vokale aber stets in Silbenblöcken angeordnet werden, kann man unter funktionalen Gesichtspunkten allerdings auch von einer Silbenschrift sprechen. Vor der Schaffung des Hangeul bediente man sich der chinesischen Zeichen (auf Koreanisch Hanja genannt), mithilfe der Schriftsysteme Idu, Hyangchal und Gugyeol um das Koreanische niederzuschreiben. Hangeul wurde im Alltag verwendet, etwa für das Schreiben von Briefen und das Erstellen von Plakaten.
Die Schriftsprache des klassischen Chinesischen, bestehend aus Ideogrammen ohne phonologischem Gegenwert, wurde schon in der Antike eingeführt. Sie wurde vor allem in der Literatur verwendet, da ihre Beherrschung ein Zeichen des Gelehrtenadels (der sogenannten Yangban-Schicht) war.
Bei den meisten im gesprochenen Koreanisch verwendeten chinesischen Lehnwörtern, bzw. „sino-koreanischen“ Wörtern handelt es sich um direkte Entlehnungen aus dem Japanischen. „Chinesische“ Lehnwörter wie hakkyo, mirae, gabang, yaksok usw. gelangten ins gesprochene Koreanische, während der japanischen Besatzung ab 1910. Dies geschah im Rahmen ihrer sprachlichen Standardisierungspolitik, die darauf abzielte, einheimische koreanische Begriffe durch gemeinsam verwendete japanische, d. h. chinesische zu ersetzen.
Die Mitglieder der Hangul-Gesellschaft (한글 학회), die während der Japanisierungspolitik versuchten, die Schrift zu bewahren, wurden 1942 von der japanischen Polizei entdeckt und hingerichtet. 1943 wurde die koreanischen Sprache gänzlich verboten und ihre Nutzung als Gedankenverbrechen deklariert.
Nach der Wiedererlangung der Unabhängigkeit im Jahr 1945 wurde es in beiden Teilen des Landes zur offiziellen Schrift erklärt. In Südkorea werden die Hanja auch heute noch manchmal verwendet, um Wörter zu schreiben, die aus dem Klassischen Chinesisch entlehnt wurden. In Nordkorea wurden sie 1949 offiziell abgeschafft, dort wird zum Schreiben ausschließlich Hangeul verwendet.

## Kultur
Die koreanische Kultur umfasst die gemeinsamen kulturellen und historischen Traditionen Koreas und der koreanischen Diaspora. Seit der Teilung Koreas nach dem Zweiten Weltkrieg hat sich die Kultur in Nord- und Südkorea teilweise unterschiedlich entwickelt, teilt jedoch ein gemeinsames historisches Fundament. Die rasante Industrialisierung, Urbanisierung und Globalisierung Südkoreas, insbesondere seit den späten 1970er Jahren, hat zu bedeutenden Veränderungen im modernen südkoreanischen Lebensstil geführt, während Nordkorea unter staatlicher Kontrolle eine stärker isolierte und ideologisch geprägte Kultur pflegt. Weltweite Aufmerksamkeit erlangte insbesondere die südkoreanische Popkultur durch das Phänomen der „Koreanischen Welle“ (Hallyu).

### Historische Wurzeln und Einflüsse
Die Ursprünge der heutigen koreanischen Kultur lassen sich bis in prähistorische Zeiten zurückverfolgen, mit frühen schamanistischen Praktiken (Muismus), die bis heute in Ritualen nachwirken. Während der Zeit der Drei Reiche (ca. 57 v. Chr. – 668 n. Chr.) entwickelten Goguryeo, Baekje und Silla eigenständige, aber verwandte Kulturen. Der aus China übernommene Buddhismus wurde zu einer prägenden Kraft in Kunst (Tempelarchitektur, Skulpturen, Malerei) und Gesellschaft. Die nachfolgende Goryeo-Dynastie (918–1392) gilt als Blütezeit des Buddhismus und ist berühmt für ihr Seladon-Porzellan sowie die Erfindung des Buchdrucks mit beweglichen Metalllettern. Die Joseon-Dynastie (1392–1897) etablierte den Neo-Konfuzianismus als Staatsideologie, was die soziale Struktur, Ethik, das Bildungssystem und die Ahnenverehrung tiefgreifend formte. In dieser Zeit wurde unter König Sejong dem Großen im 15. Jahrhundert das koreanische Alphabet Hangeul (한글) geschaffen, ein Meilenstein für die koreanische Schriftkultur und Identität. Die japanische Kolonialzeit (1910–1945) war eine Periode der kulturellen Unterdrückung, aber auch der Entstehung moderner koreanischer Kunst und Literatur als Ausdruck des Widerstands. Die Teilung nach 1945 führte zur ideologisch geprägten Kultur Nordkoreas und zur globalisierten Kultur Südkoreas. Seit den 1990er Jahren erlebt die südkoreanische Popkultur einen globalen Boom, bekannt als Hallyu (한류, Koreanische Welle).

### Kultur in Nordkorea
Die Kultur Nordkoreas steht im Gegensatz dazu unter strenger staatlicher Kontrolle und dient der Verbreitung der Juche-Ideologie und der Verherrlichung der politischen Führung. Sie äußert sich in sozialistisch-realistischer Kunst, Massenaufführungen (z. B. Arirang-Festival) und einer stark eingeschränkten Medienlandschaft. Traditionelle Elemente werden selektiv zur Stärkung der nationalen Identität im Sinne des Regimes genutzt.

### Gesellschaftliche Werte und Etikette
Trotz Modernisierung sind traditionelle, oft konfuzianisch geprägte Werte in der koreanischen Gesellschaft, besonders in Südkorea, weiterhin relevant. Dazu gehören der hohe Stellenwert der Familie (가족, Gajok), ausgeprägte Hierarchien und der Respekt vor Älteren und Autoritäten. Dies manifestiert sich in komplexen Höflichkeitsformen der koreanischen Sprache und in Verhaltensnormen. Bildung (교육, Gyoyuk) wird als entscheidend für sozialen Erfolg angesehen. Das Kollektivgefühl, ausgedrückt durch die Verwendung des Personalpronomen Uri (우리, „wir“), betont die Bedeutung der Gruppe gegenüber dem Individuum. Konzepte wie Gibun (기분), das emotionale Befinden oder der persönliche Stolz, und Chemyon (체면), das „Gesicht wahren“ bzw. der soziale Ruf, sind im Umgang miteinander wichtig und führen oft zu indirekter Kommunikation. In Südkorea prägt zudem die Ppalli-ppalli (빨리빨리, „schnell, schnell“)-Mentalität, ein Erbe des rasanten Wirtschaftswachstums, den oft hektischen Alltag.

### Traditionelle Künste und Kulturerbe
Zu den traditionellen Künsten (Gugak) gehören die Hofmusik der Joseon-Dynastie, die Musik der ehemaligen Aristokratie (Jeongak) und vielfältige Volksmusikformen wie der epische Gesang Pansori (UNESCO-Weltkulturerbe) und die Bauernmusik Nongak. Traditionelle Tänze umfassen Hoftänze, Maskentänze (Talchum) und den Fächertanz (Buchaechum). Die Malerei reicht von Tuschemalerei (Sumukhwa) bis zur farbenfrohen Volksmalerei (Minhwa). Korea ist berühmt für seine Keramik, insbesondere das Goryeo-Seladon mit ihrer einzigartigen Glasur und das weiße, asketisch verzierte Porzellan der Joseon-Zeit, das sich nach dem Imjin-Krieg in Japan von großer Beliebtheit erfuhr und dort weiterentwickelt wurde. Die traditionelle Architektur zeigt sich in Hanok-Häusern mit geschwungenen Dächern und Ondol-Fußbodenheizung sowie in Palast- und Tempelanlagen. Der Hanbok (한복) ist die traditionelle Kleidung, die heute zu besonderen Anlässen getragen wird.

### Koreanische Küche (Hansik)
Die koreanische Küche (Hansik) ist bekannt für ihre Vielfalt, gesunden Zutaten und oft kräftigen, würzigen Aromen durch den Einsatz von Knoblauch, Chili (Gochugaru, Gochujang), Sojasauce, fermentierter Sojapaste (Doenjang) und Sesamöl. Reis (밥, Bap) ist das Grundnahrungsmittel, begleitet von Suppe oder Eintopf (Guk/Tang, Jjigae) und einer Vielzahl von Beilagen (Banchan, 반찬). Das bekannteste Gericht ist Kimchi (김치), fermentiertes Gemüse (meist Chinakohl), das zu fast jeder Mahlzeit serviert wird und dessen gemeinschaftliche Herstellung (Kimjang) zum immateriellen Kulturerbe der UNESCO zählt. Weitere populäre Gerichte sind Bibimbap, Bulgogi, Galbi und Samgyeopsal. Mahlzeiten haben oft einen stark gemeinschaftlichen Charakter.

## Religionen
Der frühe koreanische Volksglaube war schamanistisch und animistisch geprägt, mit dem Gründungsmythos um den Halbgott Dangun als zentralem Element. Die erste schriftliche Beschreibung der Lebensweise auf der koreanischen Halbinsel findet sich im Kapitel über die Dongyi („Östliche Barbaren“) in der chinesischen Chronik Sanguo Zhi. Demnach wurden Feste zur Erntezeit und zur Wintersonnenwende gefeiert, bei denen die Menschen sangen, tanzten und Naturgeister verehrten. Im Reich Silla entwickelte sich dieser Glaube zu einer offiziellen Staatsreligion, in dem der König oder seine Schwester die Rolle des oberster Schamanen bzw. der obersten Schamanin innehatte. Im Laufe der Zeit vermischte sich der koreanische Schamanismus synkretistisch mit Elementen des Buddhismus und Daoismus, sodass eine klare Abgrenzung oft schwierig wurde. Gegen Ende der Joseon-Dynastie (Yi-Dynastie) gab es Bestrebungen, die verschiedenen schamanistischen Praktiken und mündlich überlieferten Traditionen zu vereinheitlichen und zu einer Staatsreligion zu formen. Diese Versuche scheiterten jedoch maßgeblich mit der Ermordung ihrer prominenten Unterstützerin, Königin Min, durch japanische Attentäter.

### Buddhismus, Daoismus und Konfuzianismus
Der Buddhismus wurde in den ersten Jahrhunderten nach Christus eingeführt, zuerst in Goguryeo (372 n. Chr.), gefolgt von Baekje (384 n. Chr.) und Silla (offiziell 527 n. Chr., obwohl er schon früher präsent war). Er vermischte sich mit der einheimischen Volksreligion und ersetzte letzteren schrittweise als die dominierende spirituelle und oft auch staatliche Kraft in den Drei Reichen. Besonders im Vereinigten Silla (668–935) erlebte der Buddhismus eine Blütezeit und prägte Kunst, Architektur (wie Bulguksa und Seokguram) und Kultur maßgeblich. Er genoss staatliche Förderung und wurde zu einem zentralen Element der Identität Sillas.
In der nachfolgenden Goryeo-Dynastie (918–1392) behielt der Buddhismus weitgehend seinen Status als Staatsreligion bei und erreichte einen Höhepunkt an institutionellem Einfluss und kultureller Schöpfung, was durch die Erbauung zahlreicher Tempel und die Anfertigung bedeutender buddhistischer Schriften, wie der berühmten Tripitaka Koreana verdeutlicht wird. Jedoch gewann der Konfuzianismus, der ebenfalls viel früher aus China eingeführt worden war, stetig an Bedeutung, insbesondere im Bildungswesen und in der Regierungsverwaltung durch das staatliche Prüfungssystem (Gwageo). Auch der Daoismus war präsent und trug zur koreanischen Philosophie und Kunst bei, oft in synkretistischer Vermischung mit buddhistischen oder volkstümlichen Elementen, erreichte aber nie die gleiche institutionelle Macht wie Buddhismus oder Konfuzianismus.
Die Gründung der Joseon-Dynastie (1392–1897) markierte einen signifikanten ideologischen Wandel. Der Neokonfuzianismus wurde zur offiziellen Staatsdoktrin und zum Leitprinzip für Regierungsführung und Gesellschaftsordnung erhoben. Dies führte zu einer gezielten Politik zur Einschränkung des buddhistischen Einflusses: Tempelgrundbesitz wurde reduziert, die Zahl der ordinierten Mönche begrenzt und der gesellschaftliche Status des Buddhismus sank, was dazu führte, dass er sich hauptsächlich in Bergregionen zurückzog, der Glaube überlebte dennoch als wichtiger Teil der Volkskultur. Umgekehrt erlangten ab dem 17. Jahrhundert neokonfuzianische Ideale auch in der Gesellschaft große Bedeutung und beeinflussten unter anderem die Gesellschaftshierarchie und Familienriten, insbesondere die Ahnenverehrung. Sein ethischer Rahmen prägte die koreanische Kultur und soziale Normen tiefgreifend, mit nachhaltigen Auswirkungen bis in die Neuzeit.

### Christentum
Im späten 18. Jahrhundert begann das Christentum in Korea Fuß zu fassen, zunächst durch Laien, die über China mit katholischen Schriften in Kontakt kamen. Der Katholizismus stieß auf heftigen Widerstand und erlebte mehrere Wellen brutaler Verfolgung im 19. Jahrhundert, da er als Bedrohung der konfuzianischen Ordnung und als Einfallstor für westlichen Einfluss angesehen wurde. Ab dem späten 19. Jahrhundert kamen protestantische Missionare ins Land, die sich stark in den Bereichen Bildung, Medizin und soziale Reformen engagierten. Das Christentum (sowohl katholisch als auch protestantisch) wuchs, besonders im 20. Jahrhundert, und spielte während der japanischen Kolonialzeit (1910–1945) oft eine Rolle im koreanischen Nationalismus und Widerstand.
Im späten 19. und frühen 20. Jahrhundert entstanden auch einheimische Neue Religiöse Bewegungen. Donghak („Östliche Lehre“), gegründet 1860 und später zum Cheondoismus („Religion des himmlischen Weges“) weiterentwickelt, ist ein prominentes Beispiel. Solche Bewegungen synthetisierten oft Elemente aus bestehenden koreanischen Traditionen (Konfuzianismus, Buddhismus, Daoismus und indigene Glaubensformen) und manchmal auch christliche Einflüsse, wobei sie häufig soziale und politische Reformen propagierten.

### Gegenwärtige Situation
Nach der Teilung Koreas und dem Koreakrieg (1950–1953) erlebte Südkorea tiefgreifende soziale und wirtschaftliche Umbrüche. Heute sind in Südkorea Buddhismus und Christentum die beiden dominierenden organisierten Religionen mit großer Anhängerschaft und umfangreichen institutionellen Netzwerken.

## Währung

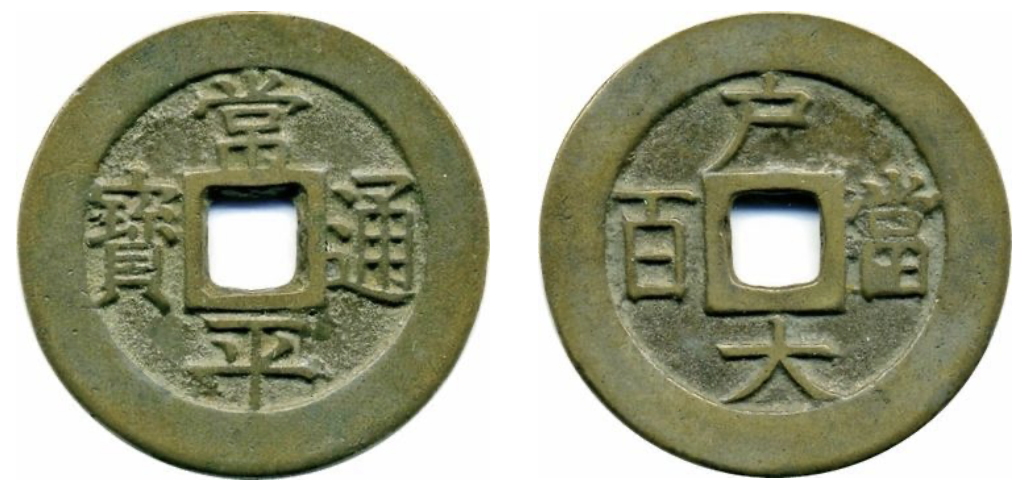
100 Mun-Münze von 1866/67, Beschriftung Hanja (Chinesische Schrift) als 通寶 – 常平 (links) bzw. 當百 – 戶大

Der Mun konnte sich erst 1633 als Zahlungsmittel in Korea etablieren; zuvor wechselten Geld und andere Zahlungsmittel, wie Stoffe oder Getreide, einander ab. Ab 1751 prägte die Regierung jährlich Münzen; 1864 verbot sie private Münzen, die bis dahin mit königlicher Lizenz geprägt wurden. 1882 wurden erstmals moderne Dezimalmünzen ausgegeben.
Zwischen 1892 und 1902 war die koreanische Währung der Yang (양/兩), der 1902 durch den koreanischen Won (원/圓) im Verhältnis 1 Won = 5 Yang abgelöst wurde. Am 1. Juni 1905 übernahm Korea unter japanischem Einfluss den dort geltenden Goldstandard und band seine Währung im Verhältnis 1:1 an die Japans. Mit der Annektierung Koreas im Jahr 1910 wurde auch der koreanische Won wieder abgeschafft und durch den koreanischen Yen (Verhältnis 1:1 zum japanischen Yen) ersetzt, der bis zum Ende des Zweiten Weltkriegs 1945 benutzt wurde.
Nach dem Ende der Kolonialzeit und der Zweiteilung Koreas wurde in Südkorea 1945 der erste südkoreanische Won eingeführt, zunächst im Wert an den japanischen Yen im Verhältnis 1:1, im Oktober des gleichen Jahres jedoch an den amerikanischen Dollar im Verhältnis 1 Dollar = 15 Won gekoppelt. Gegen Ende des Koreakrieges (1953) war der Wert des Won jedoch bis auf 1 Dollar = 6000 Won abgesunken, weshalb als neue Währung der Hwan (1 Hwan = 100 Won) eingeführt wurde. Auch der Hwan verlor durch Inflation rasch an Wert (Februar 1953: 1 Dollar = 60 Hwan; Februar 1961: 1 Dollar = 1250 Hwan), weshalb schließlich 1962 der zweite südkoreanische Won (1 Won = 10 Hwan) an seine Stelle trat, der bis heute gültig ist.